# Joshua Vanneck

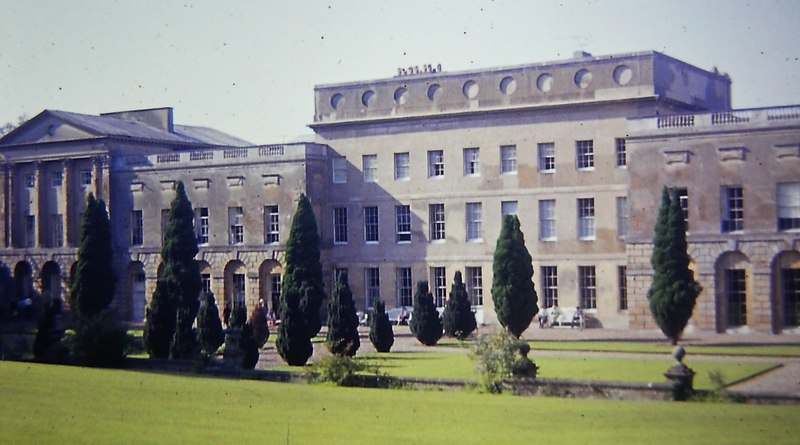
Heveningham Hall

Joshua Vanneck, 1st Baronet of Putney ('s-Gravenhage, 1701 – Putney, 6 maart 1777) was een invloedrijke Nederlands-Britse koopman en bankier.

## Biografie
Josua van Nek werd op 7 januari 1701 gedoopt in de Kloosterkerk in 's-Gravenhage als zoon van staatsman Cornelis van Neck en Anna de Greeff. Hij emigreerde in 1722 naar Engeland en werd een succesvolle koopman in Londen, waar hij aan Broad Street een handelshuis had. Zijn oudere broer Gerard van Neck was hem in 1718 voorgegaan. Beide broers klommen op tot leiders van de Nederlandse kolonie in London en hielden zich bezig met fondsen van Nederlandse investeerders, de handel in Oost-Indië, tabakshandel en Britse leningen tussen 1720 en 1780.
Hij sloot zich in 1733 via zijn schoonzoon aan bij de Russia Company en werd zes jaar later in 1739 verkozen tot 'Elder' van de Nederlandse Kerk in Londen. Met zijn vermogen was hij in staat om Heveningham Hall in Suffolk te kopen. Joshua erfde na het overlijden van zijn broer in 1750 maar liefst 100.000 pond, een landhuis in Putley en mocht de zaak overnemen. Hij werd in 1751 tot baronet van Putney verheven ter erkenning voor zijn handelingen in de overheidsfinanciën als hoofd van de Nederlandse en hugenotenbankiers in London. Hij en zijn broer waren de voornaamste geldschieters aan de Engelse overheid gedurende de oorlogsjaren 1744-1763. Vanneck trouwde in 1723 met Mary Anne Daubuz, dochter van hugenoot Stephen Daubuz.
Sir Joshua Vanneck werd als baronet opgevolgd door zijn oudste zoon Gerard. Zijn tweede zoon Joshua werd in 1796 verheven tot baron Huntingfield in de Peerage van Ierland. De gebroeders Van Neck waren een van de meest invloedrijke en waarschijnlijk rijkste Nederlanders in Engeland van die tijd. Toen Joshua overleed werd hij gezien als de rijkste man in Europa.

## Kinderen
- Gerard William Vanneck, 2nd baronet Putney (1743–1791), ongehuwd.
- Joshua Vanneck, 1st Baron Huntingfield (1745–1816), trouwt met Maria Thompson.
- Elizabeth Vanneck (-1760), trouwt met Thomas Walpole.
- Margaret Vanneck (-1818), trouwt met Richard Walpole.
- Anna Maria Cornelia Vanneck (-1789), trouwt met Henry Uhthoff.

## Bezittingen
- Heveningham Hall
- Landhuis in Putney en landerijen (erfstuk), totaal ter grootte van 40 hectaren. In 1750 getaxeerd op 100.000 Pound sterling.[4]